# Lijst van talen in Taiwan

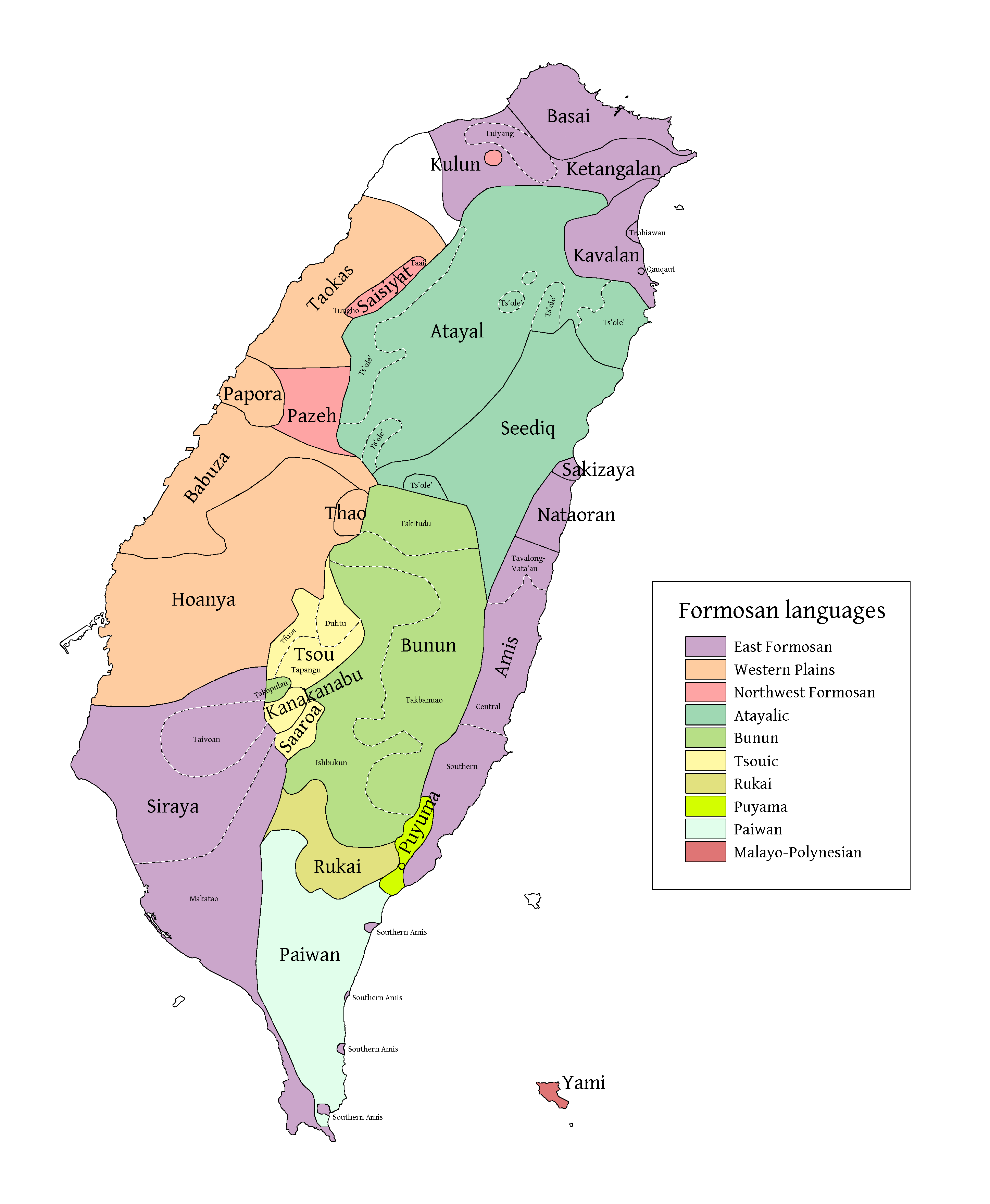
Talen in Taiwan

Hieronder staan drie lijsten van talen in Taiwan. Taiwan kent 31 talen, inclusief belangrijke immigrantentalen, waarvan er vier zijn uitgestorven.

## Alfabetisch
- Amis
- Atayal
- Babuza
- Basay (uitgestorven)
- Bunun
- Chinese Gebarentaal
- Japans
- Hakka
- Kalmuks
- Kanakanabu
- Kavalaans
- Ketangalaans (uitgestorven)
- Kulon-Pazeh
- Mandarijn
- Mongools (Khalkha)
- Nataoraans Amis
- Oeigoers
- Paiwaans
- Papora-Hoanya (uitgestorven)
- Puyuma
- Rukai
- Saaroa
- Saisiyat
- Siraya (uitgestorven)
- Taiwanese Gebarentaal
- Taroko
- Thao
- Tibetaans
- Tsou
- Yami
- Zuidelijk Min

## Volgens aantal sprekers in Taiwan
1. Minnanyu - 15 000 000
2. Mandarijn - 4 323 000
3. Hakka - 2 366 000
4. Amis - 137 651
5. Taiwanese Gebarentaal - 82 558
6. Paiwaans - 66 084
7. Atayal - 84 330
8. Bunun - 37 989
9. Rukai - 10 543
10. Puyuma - 8 487
11. Mongools (Khalkha) - 6 000
12. Saisiyat, Taroko - 4 750
13. Yami - 3 384
14. Tsou - 2 127
15. Tibetaans - 2000
16. Kavalaans - 24
17. Kanakanabu - 6 à 8
18. Saaroa, Thao - 5 à 6
19. Nataoraans Amis - 5
20. Babuza - 3 à 4
21. Kulon-Pazeh - 1
22. Basay, Ketangalaans, Papora-Hoanya, Siraya - 0

Onbekend: Japans, Chinese Gebarentaal, Kalmuks, Oeigoers

## Volgens taalfamilie
- Altaïsche talen (3 talen in Taiwan gesproken)
  - Mongoolse talen (2): Kalmuks, Mongools (Khalkha)
  - Turkse talen (1): Oeigoers
- Austronesische talen (20)
  - Atayalische talen (2): Atayal, Taroko
  - Bunun-talen (1): Bunun
  - Formosaanse talen (2): Kulon-Pazeh, Papora-Hoanya
  - Malayo-Polynesische talen (1): Yami
  - Noordwest-Formosaanse talen (1): Saisiyat
  - Ongeclassificeerde talen (1): Ketangalaans
  - Oost-Formosaanse talen (5): Amis, Basay, Kavalaans, Nataoraans Amis, Siraya
  - Paiwaanse talen (1): Paiwaans
  - Puyuma-talen (1): Puyuma
  - Rukai-talen (1): Rukai
  - Tsouïsche talen (2): Kanakanabu, Saaroa
  - Westerse Vlaktes-talen (2): Babuza, Thao
- Gebarentalen (2): Taiwanese Gebarentaal, Chinese Gebarentaal
- Japanse talen (1): Japans
- Sino-Tibetaanse talen (4)
  - Chinese talen (3): Hakka, Mandarijn, Zuidelijk Min
  - Tibeto-Birmaanse talen (1): Tibetaans

Afrika · België · China · Comoren · Duitsland · Europa · Frankrijk · India · Indonesië · Israël · Luxemburg · Madagaskar · Mayotte · Namibië · Nederland · Réunion · Rusland · Spanje · Suriname · Taiwan · Verenigde Staten · Zuid-Afrika · Zwitserland